# Bokeljska mornarica
Bokeljska mornarica je zadruga, koja ima pisani statut iz 1463.

## Povijest
Sredinom 15. stoljeća organizirali su se pomorci iz Kotora, slično kao pripadnici ostalih grana privrede, u posebnim staleškim zadrugama (fratelije, cehovi) radi međusobnog potpomaganja i čuvanja svojih interesa pod pokroviteljstvom Crkve u bratovštinu pomoraca (confraternitas nautarum) sa sijelom u crkvi sv. Nikole. Bratovštini su pripadali brodovlasnici, zapovjednici i posada brodova. Na čelu te organizacije bili su gastalđus (langobard. gastaldio »upravitelj«), tri prokuratora i dva sindika. U upravu se redovito birao i lučki admiral, koji je bio državni namještenik, imenovan s početka od mletačke vlasti, kasnije biran od bratovštine, a potvrđen od mletačke republike. Povrh toga, što je podupirala siromašne iznemogle članove i njihove porodice, ta je bratovština promicala staleške interese uopće, upravljala brodogradilištima, nadzirala izgradnju i popravak brodova, držala na skladištima potrepštine za plovidbu itd. Troškove je pokrivala ubiranjem taksa, koje su brodovi plaćali, kao i ostavštinama dobročinitelja. Njezina organizacija bila je najprije samo vojnička. Za vrijeme mira radila je na promicanju ekonomskoga napretka Boke kotorske s obzirom na pomorsku trgovinu i plovidbu, a u ratu je branila kao ratna mornarica zemlju. Naročito se odlikovala u ratnim pothvatima protiv Turaka sve do početka 19. st., kada je prestala biti vojnička ustanova. Odlikovala se u 16. st. u vojnim operacijama protiv brodovlja Genove, a u bitki kod Lepanta (1571.) spasila je mletačku flotu od sigurne propasti. Bokeljska mornarica podigla se do velikog ugleda, te ju je mletačka republika nagradila brojnim povlasticama. Zbog vojničkih i građanskih vrlina pridonijela je mnogo slavi hrvatske domovine. Bokeljski je muzej pun trofeja i uspomena na minulu slavu te glasovite bratovštine. U 15. st. preuzela je mornarica proslavu blagdana zaštitnika Kotora sv. Tripuna, koji je bio njezin zaštitnik. Blagdan se od dolaska svečevih moći (809) slavio 3. II. uvijek naročitim sjajem. Velik broj stranaca u Kotoru za vrijeme toga praznika i potreba održavanja reda bili su povod za ustrojenje posebne čete, koja se od početka okupljala između mornara, pa je zato ta služba kasnije prešla stalno na bratovštinu mornara.
Ukinuće bratovštine po francuskim vlastima 1811. bolno se dojmilo pučanstva. Iako je u Boki kotorskoj nestalo plemstva, javljala se ipak želja, da se mornarica opet okupi barem na praznik sv. Tripuna. G. 1833. vlasti su udovoljile želji naroda, ali 1849. bilo je djelovanje društva opet ukinuto i tek 1859 nanovo uspostavljeno. 

## Kulturno udruženje
Bokeljska mornarica nije više staleška organizacija pomoraca, već samo kulturno udruženje Bokelja, kojima je stalo do čuvanja stare tradicije. Okuplja se redovito na svečev blagdan i prema izmijenjenim okolnostima pruža sliku nekadašnjeg slavlja, kada je tijelo sv. Tripuna bilo preuzeto od grada Kotora uz osobiti obrednik (procesija, gozba i svečana igra pred katedralom).
Po starom običaju na dan 13. siječnja obavlja se izbor časnika pod predsjedanjem gradskog načelnika Kotora. Biraju se bojnik, dva satnika, pobočnik i časnik za svako selo, koje će u svečanostima sudjelovati. Čast je admirala, koji je vrhovni zapovjednik, doživotna. Svečanost počinje 27. siječnja. Točno u podne dječak, odjeven u odijelo mornara, nazvan »mali admiral«, navješćuje s terase crkve »pohvalama« početak blagdana. Pred crkvom stoje predstavnici crkvenih, civilnih i vojnih vlasti. Kad mali admiral klikne mučeniku sv. Tripunu trokratno »slava«, zazvone crkvena zvona, glazba zasvira svečevo kolo, a na velikom koplju na terasi razvije se njegov barjak. Poslije časti u društvenim prostorijama svi se razilaze. Pohvale su se u prošlosti držale pred zbornom crkvom i pred katedralom i upravljene su bile mučeniku i poglavici države.
Mjesto 1. veljače okupljaju se sada članovi mornarice 2. veljače. Odjeveni u svečano odijelo i naoružani skupocjenim starinskim oružjem, kreću do kotarskog poglavarstva, gdje primaju državnu zastavu, pozdravivši je pucanjem iz pušaka, zatim idu do općinskog doma, gdje primaju od načelnika gradsku zastavu, na kojoj je svečeva slika. Pozdravivši i ovu pucanjem, vraćaju se poredani u svoje prostorije. Mornarica je prije primala državni grb i zastavu, a providur je u znak vlasti predao admiralu štap i svoju sablju, koju bi ovaj opasao. Od izvanrednog punomoćnika primala je bratovština ključeve grada Kotora, koji bi za vrijeme svečanosti ostali pohranjeni kod admirala. Tri odreda mornara zatvarala su na večer i otvarala u jutro gradska vrata. Dok su mornari noću radi održavanja reda obilazili gradom, iznosila su se iz kuća svakovrsna jela i pića, pa su noći prolazile u neprekidnom veselju. U podne bi gradski sudac priredio zajedničku gozbu pred zbornom crkvom, a drugi sudac gozbu pred katedralom idućega dana. Istoga dana poslije podne odio mornara prati sv. moći iz crkve sv. Josipa u katedralu. U 4 sata igraju mornari pred biskupom, klerom i vlastima svečevo kolo. Iza toga za vrijeme službe Božje izlažu odlični građani sv. moći na glavnom oltaru. Kađenje je prije vršilo šest plemića i šest građana, a istodobno se nosila »slavna glava« u tri ženska samostana i bolesnicima po gradu.
3. veljače prije pontifikalne mise igraju mornari svoje tradicionalno kolo. Poslije mise nose se po gradu svete moći u svečanom ophodu, u kojem sudjeluje cijela mornarica, podijeljena po starom običaju u dva dijela. Poslije podne vraćaju se sv. moći na svoja mjesta, a dan svršava koncertom i paljenjem umjetnih ognjeva.
Prve nedjelje iza 3. veljače mornarica se opet okuplja. Poslije svečane službe Božje prati odio mornara »slavnu glavu«, koja se nosi bolesnicima. Iza zajedničkog objeda vraćaju se kotarskom poglavarstvu i općini zastave s istim počastima, s kojima su bile primljene. Posjetivši potom biskupa razilaze se mornari svojim kućama. 
Večer se svršava zabavom kao na dan 3. veljače.

## Poveznice
- Hrvatska bratovština Bokeljska mornarica 809.

## Vanjske poveznice
- Službene stranice udruge
- O Bokeljskoj mornarici  Arhivirana inačica izvorne stranice od 16. veljače 2008. (Wayback Machine)